# Paul Richli
Paul Richli (* 21. Januar 1946 in Hallau) ist ein Schweizer Rechtswissenschaftler. Er war von 2010 bis 2016 Rektor der Universität Luzern.

## Leben und Wirken
Aufgewachsen im Kanton Schaffhausen, absolvierte Paul Richli zunächst eine kaufmännische Lehre. 1974 erlangte er an der Universität Bern die Doktorwürde in Rechtswissenschaften, von 1978 bis 1990 besetzte er verschiedene leitende Stellen im Schweizer Bundesamt für Justiz. Von 2001 bis 2005 amtete er als Gründungsdekan der Rechtswissenschaftlichen Fakultät der Universität Luzern. 2009 wurde er zum Rektor der Universität gewählt, 2010 übernahm er das Amt vom Soziologen Rudolf Stichweh. Unter Richlis Leitung wurde die umstrittene Wirtschaftsfakultät an der Universität Luzern aufgebaut.
Paul Richli ist ein Experte in den Bereichen Wirtschaftsrecht, Hochschulrecht, öffentliches Recht und Gesundheitsrecht. Nach seiner Verabschiedung als Rektor der Universität Luzern 2016 konzentrierte sich Richli vor allem auf das Agrarrecht. Laut eigenen Angaben denkt Richli in Verkehrsfragen grünliberal, sei aber nie Mitglied einer politischen Partei gewesen.

## Werke (Auswahl)
- Praxis des allgemeinen Verwaltungsrechts – Eine systematische Analyse der Rechtsprechung. Zwei Bände. Bern, 2012/2014
- Welche Aufgaben soll der Staat erfüllen? Ein Beitrag zur Rechtsetzungslehre im Anschluss an die Politische Philosophie (unter Mitarbeit von Marcel Stüssi). Bern, 2009.
- Von der Gelehrtenrepublik zur Managementuniversität? Rechtsfragen der Organisation und Leitung von Universitäten in der Bundesrepublik Deutschland, Österreich, der Schweiz und den USA. Bern, 2009.
- Grundriss des schweizerischen Wirtschaftsverfassungsrechts. Bern, 2007.
- Interdisziplinäre Daumenregeln für eine faire Rechtsetzung. Ein Beitrag zur Rechtsetzungslehre im liberalen sozial und ökologisch orientierten Rechtsstaat. Basel/Genf/München, 2000.

## Werke als Herausgeber
- Entwicklung von Landwirtschaft und Agrarrecht: Rück- und Ausblick: 50 Jahre Schweizerische Gesellschaft für Agrarrecht SGAR, Jubiläumsband. Bern, 2016
- Blätter für Agrarrecht. 2008-aktuell
- Praxis des allgemeinen Verwaltungsrechts – Eine systematische Analyse der Rechtsprechung (gemeinsam mit René Wiederkehr). Bern, 2012.
- Kommentar der Luzerner Kantonsverfassung (zusammen mit Franz Wicki). Bern, 2010.
- Wo bleibt die Gerechtigkeit? – Antworten aus Theologie, Philosophie und Rechtswissenschaft. Zürich, 2005.